# Jeremy Baig
Jeremy Baig (* 12. Januar 1975) ist ein ehemaliger kanadischer Skispringer und Skisprungtrainer.

## Werdegang
Baig startete am 26. März 1994 erstmals international im Rahmen des Skisprung-Weltcups in Thunder Bay. Dabei blieb er jedoch mit Rang 51 und 52 ohne Erfolg und ohne Punktgewinne. Bei der Nordischen Skiweltmeisterschaft 1995 an gleicher Stelle sprang er von der Großschanze auf Rang 50.
Nach dem Ende seiner aktiven Karriere arbeitete Baig als Skisprungtrainer und trainierte dabei unter anderem Glynn Pedersen vor seinem Start bei den Olympischen Winterspielen 2002 in Salt Lake City.
Heute ist Baig als Allgemeinmediziner in Thunder Bay tätig.